# Kappa Columbae
Kappa Columbae (κ Col) este denumirea Bayer a unei stele gigante din constelația Porumbelul. Are o magnitudine aparentă de 4,374. Se află la o distanță de aproximativ 182,93 ani-lumină (56,09 parseci) de Pământ.
Stele α Col, ζ CMa, λ CMa, δ Col, θ Col, κ Col, λ Col, μ Col și ξ Col au format Al Ḳurūd (ألقرد - al-qird), Maimuțele.